# Đường cao tốc S1 (Ba Lan)
Đường cao tốc S1 là đường cao tốc đang được xây dựng ở Ba Lan với chiều dài dự kiến là 130 km (81 mi), đường chạy qua Silesian và Lesser Poland voivodeship. Sau khi hoàn thành, nó sẽ kết nối đường cao tốc A1 gần Sân bay quốc tế Katowice ở Pyrzowice với đường cao tốc A4 và biên giới Slovakia ở Zwardoń cùng với Đường cao tốc D3 ở Slovakia. Phần chính của tuyến đường là vành đai phía Đông của Khu công nghiệp Thượng Silesian .

## Mô tả tuyến đường cao tốc

### Pyrzowice-Tychy[1]
| Số lượng lối ra (cơ sở) | Lối ra, cơ sở vật chất                                                                                          | Số dặm từ đầu                                                    | Giai đoạn 1               | Giai đoạn 2               | Lịch sử thi công / chuẩn bị          | Ghi chú                                                              |
| ----------------------- | --- | ---------------------------------------------------------------- | ------------------------- | ------------------------- | ------------------------------------ | -------------------------------------------------------------------- |
| 1)                      | Pyrzowice | 0 km                                                             | Làm xong                  | Làm xong                  | Khai trương vào tháng 6 năm 2012     | Ga cuối                                                              |
| 2)                      | Pyrzowice -Lotnisko                                                                                             | 1,9 km (1,18 mi)                                                 | Làm xong                  | Làm xong                  | Là bến cuối cho đến tháng 6 năm 2012 | Từ đây đến Podwarpie là đường một chiều                              |
| 3)                      | Mierzęcice | 5,5 km (3,42 mi)                                                 | Làm xong                  | Đấu thầu                  | Khai trương vào tháng 11 năm 2006    |                                                                      |
| 4)                      | Podwarpie (86 hướng nam) (1 hướng bắc)                                                                          | 12,8 km (7,95 mi)                                                | Làm xong                  | Đấu thầu                  |                                      | Đường chia 4 làn xe trong đầu 1 km trước khi nhập vào nút giao thông |
| 5)                      | Ząbowice 796 | 20,2 km (12,55 mi)                                               | Với quyết định môi trường | Với quyết định môi trường | Đang trong kế hoạch, đường 4 làn     |                                                                      |
| 6)                      | Không tên (Dąbrowa-Górnicza-Laski)                                                                              | 22,6 km (14,04 mi)                                               | Làm xong                  | Làm xong                  | Hoàn thành 1978-1983                 |                                                                      |
| 7)                      | Không tên (Dąbrowa-Górnicza-Golonóg)                                                                            | 24,3 km (15,10 mi)                                               | Làm xong                  | Làm xong                  | Hoàn thành 1978-1983                 |                                                                      |
| 8)                      | Không tên 94 | 25,2 km (15,66 mi)                                               | Làm xong                  | Làm xong                  | Hoàn thành 1978-1983                 |                                                                      |
| 9)                      | Không tên ( Dąbrowa-Górnicza -Porąbka)                                                                          | 28,9 km (17,96 mi)                                               | Làm xong                  | Làm xong                  | Hoàn thành 1978-1983                 |                                                                      |
| (1)                     | Trạm xăng | 31,8 km (19,76 mi)                                               | Làm xong                  | Làm xong                  |                                      | Koniczyna                                                            |
| 10)                     | Không tên | 33,2 km (20,63 mi)                                               | Làm xong                  | Làm xong                  | Hoàn thành 1978-1983                 | Chỉ có lối vào / lối ra phía bắc                                     |
| 11)                     | Brzęczkowice-I 79                                                                                               | 36,9 km (22,93 mi)                                               | Làm xong                  | Làm xong                  | Hoàn thành 1978-1983                 |                                                                      |
| 12)                     | Brzęczkowice-II A4 E40 (E462 bắt đầu từ nút giao hướng đônSố lượng lối ra (cơ sở)g)                             | 39,2 km (2Số lượng lối ra (cơ sở)4,36 mi)Số lượng lối ra (cơ sở) | Làm xong                  | Làm xong                  | Hoàn thành 1978-1983                 | Lối vào đường thu phí                                                |
| 13)                     | Brzezinka | 41,2 km (25,60 mi)                                               | Làm xong                  | Làm xong                  | Hoàn thành 1978-1983                 | Droga wójewodzka 934 chạy song song với S1                           |
| 14)                     | Không tên ( Mysłowice -Kosztowy-I)                                                                              | 42,1 km (26,16 mi)                                               | Làm xong                  | Làm xong                  | Hoàn thành 1978-1983                 |                                                                      |
| 15)                     | Không tên 934 (Imielin ) Tên khác: Kosztowy-II S1 (vượt qua các giai đoạn để đạt được quyết định về môi trường) | 43,3 km (26,91 mi)                                               | Làm xong                  | Làm xong                  | Hoàn thành 1978-1983                 | Lối ra hướng nam, lối vào hướng bắc                                  |
| 16)                     | Không tên ( Lędziny )                                                                                           | 46,2 km (28,71 mi)                                               | Làm xong                  | Làm xong                  | Hoàn thành 1978-1983                 |                                                                      |
| (2)                     | MOP Lzdziny | 48,8 km (30,32 mi)                                               | Làm xong                  | Làm xong                  | Hoàn thành 1978-1983                 | Trạm xăng, nhà hàng                                                  |
| 17)                     | Tych 86 | 54,8 km (34,05 mi)                                               | Làm xong                  | Làm xong                  | Hoàn thành 1978-1983                 | Ga cuối                                                              |

### Kosztowy-II-Bielsko-Biała
Tính đến cuối tháng 5 năm 2016, có 6 phương án xây dựng đường được đề xuất, năm trong số đó đã có sẵn vào tháng 6 năm 2008.
Ở phương án đầu tiên IV (D) là thích hợp hơn cả. Nó đã phải chạy song song với đường ray xe lửa Brzeszcze - Oświęcim. Tuy nhiên, UNESCO đã phản đối phương án này, vì theo quan điểm của họ, nó sẽ vượt qua ranh giới yên tĩnh xung quanh trại tập trung cũ của Đức, Auschwitz-Birkenau, và kết quả là, UNESCO sẽ phải đưa trại vào danh sách nguy cấp.
Vào đầu tháng 8 năm 2009, người đứng đầu Miedźna đã tuyên bố với truyền thông về phương án đường S1 (phương án VI) của mình, sẽ đi vào biên giới của các xã Miedźna và Bojszowy, xuyên qua rừng. Vào tháng 11 năm 2009, nó đã được tất cả các xã địa phương chấp nhận. Tuy nhiên, Tổng cục Đường bộ và Đường bộ Quốc gia chỉ định lại từ phương án VI vì các vấn đề môi trường. Con đường sẽ đi qua khu bảo tồn "Stawy w Brzeszczach" để bảo tồn các loài chim, điều này không được chấp nhận.

#### phương án VI

##### Các xã mà con đường sẽ đi qua theo phương án VI
- - Mysłowice (Kosztowy)
  - Ldziny
  - Bieruń
  - Oświęcim (Stare Stawy)
  - Brzezcze
  - Dankowice
  - Stara Wieś
  - Bielsko-Biała (suchy Potok) Năm 2013, Tổ chức kinh tế, kỹ thuật và môi trường đã đề xuất 4 phương án (A, B, C và D), trong đó phương án A và C được ưu tiên. Tuy nhiên, công ty khai thác "Brzeszcze" đã phản đối phương án C và doanh nghiệp khai thác "SILESIA" phản đối phương án A. Như một sự thỏa hiệp, GDDKIA hứa sẽ làm việc trên phương án bổ sung "E". Công việc chuẩn bị cho DŚU được thực hiện vào ngày 7 tháng 1 năm 2015. Vào tháng 3 năm 2015, phương án "E" được chọn là ưu tiên. Vào tháng 6 cùng năm, Tổng cục Bảo vệ Môi trường tại Katowice đã yêu cầu GDDKiA đưa ra quyết định về môi trường cho phần này.

#### phương án V

##### Các xã mà qua đó con đường sẽ đi qua phương án V
- - Mysłowice (Kosztowy)
  - Ldziny
  - Bieruń
  - Midzyrzecze
  - Gilowice
  - Miedźna
  - Bestwinka
  - Kaniów
  - Dankowice
  - Stara Wieś
  - Bielsko-Biała (suchy Potok)

Dự án sẽ có giá khoảng 1,437 tỷ złotych.

##### Nút giao
- Kosztowy II (sau khi xây dựng đường đến Tychy sẽ được đánh dấu là S1A)
- Ldziny
- Bieruń
- Oświęcim (kết nối trong tương lai với đường vòng Oświęcim)
- Wola
- Brzeszcze
- Stara Wieś
- Suchy Potok

#### 4 phương án từ năm 2012
- phương án A [39,7 km] sẽ chạy qua các xã tiếp theo: 
  - Mysłowice
  - Ldziny
  - Imielin
  - Bieruń
  - Bojszowy
  - Miedźna
  - Bestwina
  - Wilamowice
  - Bielsko-Biała
- phương án B (40,4 km) sẽ chạy qua các xã tiếp theo: 
  - Mysłowice
  - Ldziny
  - Imielin
  - Bieruń
  - Bojszowy
  - Owięcim
  - Bestwina
  - Brzezcze
  - Wilamowice
  - Bielsko-Biała
- phương án C (40,8 km) sẽ chạy qua các xã tiếp theo: 
  - Mysłowice
  - Ldziny
  - Imielin
  - Bieruń
  - Bojszowy
  - Owięcim
  - Bestwina
  - Brzezcze
  - Wilamowice
  - Bielsko-Biała
- phương án D (42.1 km) sẽ chạy qua các xã tiếp theo: 
  - Mysłowice
  - Ldziny
  - Imielin
  - Bieruń
  - Bojszowy
  - Owięcim
  - Bestwina
  - Brzezcze
  - Wilamowice
  - Bielsko-Biała.[2][3]

Năm 2013, một phương án mới, được trình bày bởi các công ty khai thác "SILESIA" và "Brzeszcze" và bởi các xã Miedźna, Brzeszcze và Bestwina, đã được đề xuất. phương án "H", như đã biết, là một sự thỏa hiệp ban đầu giữa các công ty, các xã và GDDKiA. Tuy nhiên, nó đã không được thực hiện. 
| Số lượng lối rẽ ra (cơ sở) | Tên         | Số dặm từ đầu         | Tiểu bang                 | Ghi chú                  |
| -------------------------- | ----------- | --------------------- | ------------------------- | ------------------------ |
| 1)                         | Kosztowy-II | 0 km                  | Với quyết định môi trường | Kết nối với S1 đến Tychy |
| 2)                         | Ldziny      | 6 km (3,73 mi)        | Với quyết định môi trường |                          |
| (1)                        | MOP         | 7,5 km (4,66 mi)      | Với quyết định môi trường |                          |
| 3)                         | Bieruń      | ca. 12,3 km (7,64 mi) | Với quyết định môi trường |                          |
|                            |             |                       | Với quyết định môi trường |                          |
|                            |             |                       | Với quyết định môi trường |                          |
|                            |             |                       | Với quyết định môi trường |                          |

## Mô tả tuyến đường
| Số lượng lối ra (cơ sở) | Tên                           | Số dặm từ đầu       | Lịch sử xây dựng | Ghi chú                                                            |
| 1)                      | Bielsko-Biała -Komorowice     | 0 km                | Các công trình từ đây đến nút giao thông Potok được cho phép vào tháng 5 năm 2009                                                                                               | Để nút giao thông đồng thời Potok Suchy với S52, bến cuối phía tây |
| 2)                      | Bielsko-Biała-Rosty           | 2,9 km (1,80 mi)    | Các công trình từ đây đến nút giao thông Potok được cho phép vào tháng 5 năm 2009                                                                                               |                                                                    |
| 3)                      | Suchy Potok(kế hoạch)         | 4,5 km (2,80 mi)    | Hợp đồng được ký vào tháng 10 năm 2008 với nút giao Bielsko-Biała-Mikuszowice-II                                                                                                | S52 dự định có một nút giao ở đây                                  |
| 4)                      | Bielsko-Biała-Lipnik          | 6,8 km (4,23 mi)    | Hợp đồng được ký vào tháng 10 năm 2008 với nút giao Bielsko-Biała-Mikuszowice-II                                                                                                |                                                                    |
| 5)                      | Bielsko-Biała- Mikuszowice -I | 10,8 km (6,71 mi)   | Hợp đồng được ký vào tháng 10 năm 2008 với nút giao Bielsko-Biała-Mikuszowice-II                                                                                                |                                                                    |
| 6)                      | Bielsko-Biała-Mikuszowice-II  | 11,5 km (7,15 mi)   | Hợp đồng được ký vào tháng 10 năm 2008 với nút giao Bielsko-Biała-Mikuszowice-II                                                                                                |                                                                    |
| 7)                      | Không tên                     | 14,2 km (8,82 mi)   | Từ đây đến nút giao thông Żywiec: hợp đồng đầu tiên được ký vào năm 2010, đã bị hủy hai năm sau đó, và ký với công ty khác vào tháng 7 năm 2014. Thi công vào tháng 7 năm 2015. |                                                                    |
| 8)                      | Không tên ( Rybarzowice )     | 17,7 km (11,00 mi)  | Từ đây đến nút giao thông Żywiec: hợp đồng đầu tiên được ký vào năm 2010, đã bị hủy hai năm sau đó, và ký với công ty khác vào tháng 7 năm 2014. Thi công vào tháng 7 năm 2015. |                                                                    |
| 9)                      | Không tên (Kalki)             | 21 km (13,05 mi)    | Từ đây đến nút giao thông Żywiec: hợp đồng đầu tiên được ký vào năm 2010, đã bị hủy hai năm sau đó, và ký với công ty khác vào tháng 7 năm 2014. Thi công vào tháng 7 năm 2015. |                                                                    |
| 10)                     | Żywiec                        | 26,5 km (16,47 mi)  | Từ đây đến nút giao thông Przybędza: ký vào tháng 6 năm 2005, được thi công vào tháng 11 năm 2006                                                                               |                                                                    |
| 11)                     | Browar                        | 29,2 km (18,14 mi)  | Từ đây đến nút giao thông Przybędza: ký vào tháng 6 năm 2005, được thi công vào tháng 11 năm 2006                                                                               |                                                                    |
| 12)                     | Przybędza                     | 33,9 km (21,06 mi)  | Từ đây đến Milówka nút giao thông: phần đã có DŚU (quyết định về môi trường), kết quả đấu thầu sẽ sớm được công bố                                                              |                                                                    |
| 13)                     | Milówka                       | 42,14 km (26,18 mi) | Từ đây đến Milówka nút giao thông: phần đã có DŚU (quyết định về môi trường), kết quả đấu thầu sẽ sớm được công bố                                                              |                                                                    |
| 14)                     | Kasperka                      | 46,84 km (29,11 mi) | | Không có lối ra hướng đông trên đường                              |
| 15)                     | Laliki                        | 49,54 km (30,78 mi) | | nút giao thông cuối cùng trước khi tới biên giới                   |
|                         | Zwardoń                       | 53,34 km (33,14 mi) | | Lối vào Slovakia                                                   |
| ----------------------- | ----------------------------- | ------------------- | --- | ------------------------------------------------------------------ |